# Jan Heesters
Jan Heesters (Schijndel, 8 januari 1893 – Schijndel, 25 september 1982) was een kunstenaar die schilderijen, tekeningen en etsen maakte.
Hij was zoon van een wagenmaker en de bedoeling was dat hij zijn vader zou opvolgen met dit beroep. Toen hij op 23-jarige leeftijd voor het kunstenaarschap koos, had hij vooral technische tekenvaardigheden opgedaan.
Vanaf 1917 studeerde hij aan de Rijksakademie van Beeldende Kunsten te Amsterdam. Voor zijn vroegste werken vond hij inspiratie bij Vincent van Gogh. Ook in later tijd bleef hij figuratieve kunst maken, waarbij hij vooral het Meierijse landschap en de gebruiken van voor de Tweede Wereldoorlog vastlegde.
Naast kunstenaar was hij tekenleraar te 's-Hertogenbosch. Na zijn studie vestigde hij zich in een oud huis aan de Pompstraat te Schijndel, waar hij zijn hele leven bleef wonen en werken. Dit huis is het tegenwoordige Museum Jan Heestershuis. Dit museum huisvest tevens een collectie van ongeveer 160 schilderijen van Theodorus van Oorschot. Deze was eveneens uit Schijndel afkomstig.